# Tổ chức Năng lượng Nguyên tử Iran
Tổ chức Năng lượng Nguyên tử Iran (Atomic Energy Organization of Iran - AEOI) là cơ quan chính phủ Iran chịu trách nhiệm vận hành các cơ sở năng lượng hạt nhân và chu trình nhiên liệu hạt nhân tại Iran. AEOI là tổ chức chính chịu trách nhiệm về các hoạt động nghiên cứu và phát triển công nghệ hạt nhân tại Iran. AEOI đã tham gia vào các hoạt động hạt nhân trước đây chưa được công bố bao gồm các cơ sở làm giàu tại Fordow và Natanz.
Trụ sở chính của AEOI nằm ở quận Amir Abad phía bắc Tehran, nhưng có các cơ sở trên khắp Iran. Người đứng đầu hiện tại của AEOI là Mohammad Eslami, người đã thay thế Ali Akbar Salehi vào ngày 29 tháng 8 năm 2021. Vào năm 2023, khoảng 40% các nhà khoa học Iran trong ngành công nghiệp hạt nhân là phụ nữ.

## Nhà máy điện hạt nhân
Tháng 7 năm 2023, Giám đốc AEOI Mohammed Eslami cho biết Iran có kế hoạch xây dựng các nhà máy điện hạt nhân tạo ra 20 GW tại Khuzestan, Bushehr, Sistan, Hormozgan và Baluchistan.

## Trường học
There are thirteen atomic energy highschools and primary elementary schools.

## Trung tâm nghiên cứu
- Viện công nghệ lượng tử và quang tử. Trước đây là một trung tâm nghiên cứu laser, được thành lập vào năm 1976.[7]

## Phân nhánh
- Nuclear Fuel Production Division (NFPD): Nghiên cứu và phát triển về chu trình nhiên liệu hạt nhân, bao gồm thăm dò, khai thác, nghiền, chuyển đổi và quản lý chất thải hạt nhân urani; các bộ phận bao gồm Phòng nghiên cứu Jaber Ibn Hayan, Phòng thăm dò và khai thác, Trung tâm nghiên cứu tuyển quặng và thủy luyện, Trung tâm nghiên cứu và sản xuất nhiên liệu hạt nhân, Phòng quản lý chất thải và Phòng khai thác Saghand.
- Nuclear Power Plant Division (NPPD): Chịu trách nhiệm lập kế hoạch, xây dựng, đưa vào vận hành, ngừng hoạt động và an toàn hạt nhân của các nhà máy điện hạt nhân tại Iran.
- Engineering and Technical Supervision Department (ETSD): Thiết kế, xem xét, đánh giá và phê duyệt các tài liệu kỹ thuật, tham gia và kiểm soát chất lượng.
- Research Division: Chịu trách nhiệm lập kế hoạch và hướng dẫn các dự án nghiên cứu; có tám trung tâm nghiên cứu trực thuộc: Trung tâm nghiên cứu hạt nhân, Trung tâm nghiên cứu laser và ứng dụng của chúng; Trung tâm nghiên cứu tổng hợp hạt nhân, Trung tâm chiếu xạ gamma, Trung tâm phát triển năng lượng tái tạo, Trung tâm nghiên cứu hạt nhân nông nghiệp và y học (Karaj), Trung tâm xử lý bức xạ Yazd và Trung tâm nghiên cứu Bonab.
- International Affairs Department (IAD): Giám sát hợp tác với các đối tác AEOI ở nước ngoài và soạn thảo các tài liệu về chính sách AEOI; duy trì một phái đoàn tại IAEA ở Vienna, Áo và một phái đoàn tại Moscow, Nga.

## Chủ tịch
| # | Tên                            | Nhiệm kỳ  |
| - | ------------------------------ | --------- |
| 1 | Akbar Etemad                   | 1974–1979 |
|   | Ahmad Sotoudehnia (Acting)     | 1979–1980 |
|   | Fereydun Sahabi (Acting)       | 1980–1981 |
| 2 | Reza Amrollahi                 | 1981–1997 |
| 3 | Gholam Reza Aghazadeh          | 1997–2009 |
| 4 | Ali Akbar Salehi               | 2009–2010 |
|   | Mohammad Ahmadian (Acting)     | 2010–2011 |
| 5 | Fereydoon Abbasi               | 2011–2013 |
| 6 | Ali Akbar Salehi (second term) | 2013–2021 |
| 7 | Mohammad Eslami                | 2021–nay  |